# Ryszard Naskręcki
Ryszard Naskręcki (* 17. Dezember 1958 in Ostrów Wielkopolski) ist ein polnischer Physiker und Prorektor der Adam-Mickiewicz-Universität in Posen für Wissenschaft und Internationale Zusammenarbeit. Als Wissenschaftler ist er spezialisiert auf Photophysik und optische Spektroskopie sowie auf die Physik des Sehprozesses. Er hat ebenfalls einen Lehrstuhl für Quantenelektronik der Fakultät für Physik an der Adam-Mickiewicz-Universität inne und leitet die Abteilung für Sehphysik und Optometrie.

## Akademische Laufbahn
Nach Abschluss eines Physikstudiums an der Adam-Mickiewicz-Universität verteidigte er 1992 eine Promotion sowie 2001 eine Habilitation. Im Jahr 2003 wurde er zum außerordentlichen Professor an der Fakultät für Physik der Adam-Mickiewicz-Universität ernannt, und 2010 erhielt er den Titel eines Professors der physikalischen Wissenschaften.
Zwischen 1994 und 1999 war er am Kernforschungszentrum Saclay und an der Universität Lille wissenschaftlich tätig.
In den Jahren 2002 bis 2005 war er stellvertretender Dekan der Fakultät für Physik der Adam-Mickiewicz-Universität. Von 2005 bis 2012 hielt er das Amt des Dekans inne und war zeitgleich Vorsitzender des Polnischen Forums der Dekane Physikalischer Fakultäten und Direktoren Physikalischer Institute. Er ist Mitglied des Physik-Komitees der Polnischen Akademie der Wissenschaften. Er ist auch Experte des polnischen Akkreditierungskomitees (Gruppe für mathematische, physikalische und chemische Wissenschaften).
Er hat an zahlreichen Konferenzen zur Gestaltung des Europäischen Hochschulraums teilgenommen, er ist Mitautor von Ausbildungsprogrammen für Augenärzte und Optometristen an der Fakultät für Physik der Adam-Mickiewicz-Universität. Er ist Autor zahlreicher Gutachten und Expertisen für Unternehmen und Institutionen der optischen Industrie sowie für das Ministerium für Wissenschaft und Hochschulbildung und das Gesundheitsministerium.
2014 wurde ihm das Goldene Verdienstkreuz der Republik Polen verliehen.